# هانك نيكولز
هانك نيكولز (بالإنجليزية: Hank Nichols) هو لاعب كرة قاعدة أمريكي، ولد في 20 يوليو 1938 في نياجارا فولز في الولايات المتحدة.